# 汚点
| ウィキペディアには「汚点」という見出しの百科事典記事はありません（タイトルに「汚点」を含むページの一覧/「汚点」で始まるページの一覧）。 代わりにウィクショナリーのページ「汚点」が役に立つかもしれません。 |